# Hvidovre Volleyball Klub
Hvidovre Volleyball Klub er en dansk volleyballklub hjemmehørende i Hvidovre Kommune.
Klubben er stiftet i 1978 og har i dag omkring 250 aktive medlemmer, hvoraf over halvdelen er under 18 år. I de senere år er klubben vokset kraftigt på grund af et stort opsøgende arbejde på skoler og fritidsordninger. Hvidovre VK har således i dag en af landets største ungdomsafdelinger i volleyball.
Hvidovre Volleyball Klub har ligeledes et herrehold i landets bedste række, Volleyligaen, hvor klubbens bedste placeringer er som nummer to i 2019.
Hvidovre Volleyball Klub træner til daglig i Frihedens Idrætscenter.